# Bainbridge Wadleigh

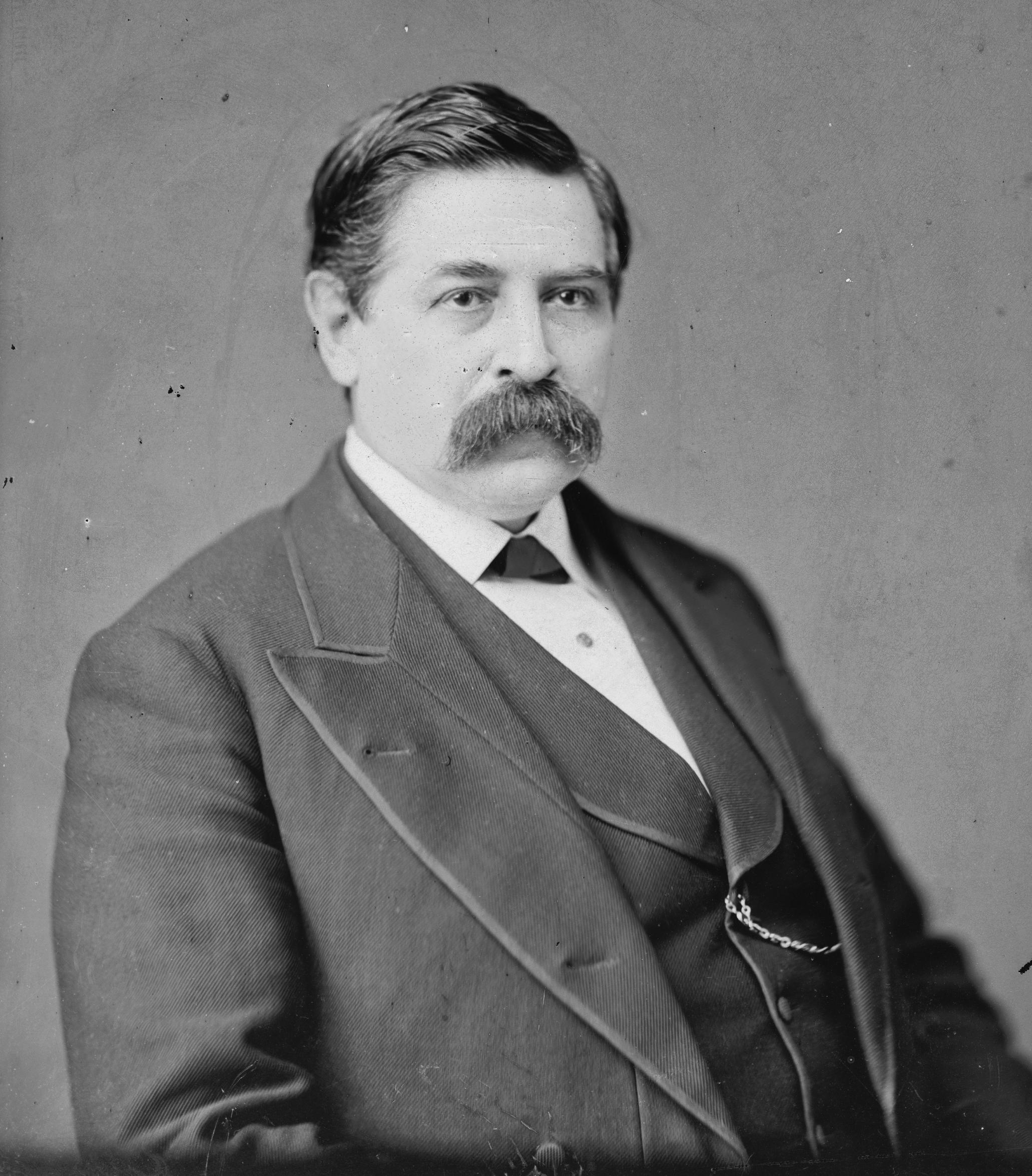
Bainbridge Wadleigh

Bainbridge Wadleigh, född 4 januari 1831 i Bradford, New Hampshire, död 24 januari 1891 i Boston, Massachusetts, var en amerikansk republikansk politiker. Han representerade delstaten New Hampshire i USA:s senat 1873-1879.
Wadleigh gick i skola i internatskolan Kimball Union Academy. Han studerade sedan juridik och inledde 1850 sin karriär som advokat i Milford, New Hampshire.
Wadleigh efterträdde 1873 James W. Patterson som senator för New Hampshire. Han var ordförande i senatens patentutskott (United States Senate Committee on Patents) 1875-1877. Wadleigh ställde upp för omval men det uppstod ett dödläge i delstatens lagstiftande församling. I brist på en vald efterträdare utnämndes Charles Henry Bell till senaten några dagar efter att Wadleighs mandatperiod hade löpt ut. Delstatens lagstiftande församling valde sedan Henry W. Blair i juni 1879.
Wadleigh flyttade sedan till Boston där han fortsatte att arbeta som advokat. Han avled 1891 och gravsattes på West Street Cemetery i Milford.